# Taunton Automobile Company
Taunton Automobile Company war ein US-amerikanischer Hersteller von Automobilen.

## Unternehmensgeschichte
Das Unternehmen entstand 1901 als Nachfolgegesellschaft der Taunton Steam Engine Company in Taunton in Massachusetts. Beteiligt waren D. L. Brownell als Präsident und Everett S. Cameron, der vorher als Konstrukteur bei der Eclipse Automobile Company tätig war. Im gleichen Jahr begann die Produktion von Automobilen. Der Markenname lautete Taunton, möglicherweise auch Cameron. 1903 endete die Produktion. Im Januar 1903 kam es zum Bankrott. Insgesamt wurden etwa 25 Fahrzeuge hergestellt und verkauft.
1904 bezog die Taunton Motor Carriage Company das Werk und stellte ebenfalls Automobile der Marke Taunton her.

## Fahrzeuge
Im Angebot standen ausschließlich Dampfwagen. Sie hatten einen Dampfmotor mit drei Zylindern, der die Hinterachse antrieb. Zur Wahl standen Runabout und Tourenwagen. Der Neupreis betrug jeweils 1000 US-Dollar.